# Chrysocoma
Chrysocoma je rod glavočika smješten u podtribus Homochrominae,  dio tribusa Astereae.
Postoje 22 vrste na jugu Afrike i na jugu Arapskog poluotoka.

## Vrste
1. Chrysocoma acicularis Ehr.Bayer
2. Chrysocoma candelabrum Ehr.Bayer
3. Chrysocoma cernua L.
4. Chrysocoma ciliata L.
5. Chrysocoma decurrens DC.
6. Chrysocoma esterhuyseniae Ehr.Bayer
7. Chrysocoma flava Ehr.Bayer
8. Chrysocoma hantamensis J.C.Manning & Goldblatt
9. Chrysocoma longifolia DC.
10. Chrysocoma microphylla Thunb.
11. Chrysocoma mozambicensis Ehr.Bayer
12. Chrysocoma oblongifolia DC.
13. Chrysocoma obtusata (Thunb.) Ehr.Bayer
14. Chrysocoma ovata Forssk.
15. Chrysocoma puberula Schltr. ex Merxm.
16. Chrysocoma rigidula (DC.) Ehr.Bayer
17. Chrysocoma schelechteri Ehr.Bayer
18. Chrysocoma sparsifolia Hutch.
19. Chrysocoma strigosa Ehr.Bayer
20. Chrysocoma tomentosa L.
21. Chrysocoma tridentata DC.
22. Chrysocoma valida Ehr.Bayer

## Sinonimi
- Chrysocome St.-Lag.